# Aéroport international Chhatrapati-Shivaji
Pour les articles homonymes, voir BOM.
L'aéroport international Chhatrapati-Shivaji (code IATA : BOM • code OACI : VABB) à Mumbai en Inde est le second aéroport indien, derrière l'aéroport de Delhi.
Originellement nommé en anglais Santa Cruz Airport à son ouverture en 1948, d'après le faubourg de Bombay où il est situé, il est rebaptisé Sahar International Airport en 1981 avec l'inauguration d'une nouvelle aérogare internationale, d'après le quartier de Sahar où celle-ci se trouve. L'aéroport est de nouveau renommé Chhatrapati Shivaji International Airport en l'honneur de l'empereur marathe Chhatrapati Shivaji (règne 1630 - 1680). Il est situé approximativement au centre de l'île de Salsette où est situé Bombay, dans le sud du district de Bombay-banlieue (Mumbai Suburban district).
Son exploitation est réalisée par Mumbai International Airport Limited, une société indo-sud africaine.

## Présentation

### L'importance mondiale de l'aéroport
L'aéroport Chhatrapati-Shivaji constitue une plate-forme de correspondance — la plus importante de l'Inde — pour, entre autres compagnies, Air India.
Pour le trafic aérien, il se place en troisieme position en Inde, et, avec les aéroports à Delhi et Madras gère plus de 50 % du trafic aérien en Inde.

### Les aérogares
Fortement inspirés des années 1970, les deux terminaux de l'aéroport sont constitués de deux aérogares pour passagers. Il y en a aussi un troisième, pour le fret.

## Situation
| \| 300 km1:23 714 000 \| Delhi Bombay Madras Bangalore Calcutta Hyderabad Cochin Ahmedabad Goa Pune Thiruvananthapuram Calicut Lucknow Guwahati Srinagar Jaipur Bhubaneswar Coimbatore Nagpur Indore Mangalore Visakhapatnam Patna Amritsar Chandigarh Tiruchirappalli Jammu Raipur Bénarès Agartala Port Blair Vadodara Imphal Bagdogra Madurai Bhopal Ranchi Aurangabad Udaipur Leh Tirupati Rajkot Jodhpur Dehradun Dibrugarh Silchar Gaya Cannanore Vijayawada Surate Durgapur Jamnagar Belagavi Hubli-Dharwad Khajurâho Nanded Aizawl Dimapur Agra Bathinda Gwalior Gorakhpur Hindon |
| 300 km1:23 714 000 |

## Statistiques
Le graphique qui aurait dû être présenté ici ne peut pas être affiché car il utilise l'ancienne extension Graph, désactivée pour des questions de sécurité. Des indications pour créer un nouveau graphique avec la nouvelle extension Chart sont disponibles ici.

Voir la requête brute et les sources sur Wikidata.

### Zoom sur l'impact du covid de 2019-2020
Le graphique qui aurait dû être présenté ici ne peut pas être affiché car il utilise l'ancienne extension Graph, désactivée pour des questions de sécurité. Des indications pour créer un nouveau graphique avec la nouvelle extension Chart sont disponibles ici.

Voir la requête brute et les sources sur Wikidata.

## Compagnies aériennes et destinations
| Compagnies                    | Destinations | Refs. |
| ----------------------------- | --- | ----- |
| Air Arabia                    | Charjah |       |
| Air Arabia Abu Dhabi          | Abou Dabi |       |
| Air Canada                    | En saison : Toronto (Pearson) |       |
| Air France                    | Paris-Charles de Gaulle |       |
| Air India                     | - Abou Dabi, - Ahmedabad-Sardar-Vallabhbhai-Patel, - Amritsar-Guru-Ram-Das, - Bangalore-Kempegowda, - Bangkok-Suvarnabhumi, - Bhopal-Raja Bhoj, - Bhubaneswar-Biju Patnaik, - Bhuj (en), - Chandigarh, - Calcutta-N. S. C. Bose, - Cochin, - Coimbatore, - Colombo-Bandaranaike, - Dacca-Shah Jalal, - Dammam-roi Fahd, - Dehradun, - Djeddah - Roi-Abdelaziz, - Delhi-Indira Gandhi, - Doha-Hamad, - Dubaï, - Francfort, - Goa-Dabolim, - Goa-Mopa (en), - Hyderabad-R. Gandhi, - Indore, - Jaipur, - Jammu, - Jamnagar (en), - Jodhpur, - Katmandou-Tribhuvan, - Koweït, - Londres-Heathrow, - Lucknow-Amausi, - Malé Velana, - Mangalore, - Madras (Chennai), - Manama-Bahreïn, - Mascate, - Maurice-Sir Seewoosagur Ramgoolam, - Melbourne-Tullamarine, - Nagpur, - Nairobi-J. Kenyatta, - Newark-Liberty, - New York-John F. Kennedy, - Patna, - Rajkot (en), - Riyad-roi Khaled, - San Francisco, - Singapour-Changi, - Srinagar, - Trivandrum, - Udaipur, - Vadodara, - Varanasi (Bénarès)-Lal Bahadur Shastri, - Vijayawada, - Vishakhapatnam En saison : Malé Velana |       |
| Air India Express             | - Abou Dabi, - Bangalore-Kempegowda, - Bhubaneswar-Biju Patnaik, - Charjah, - Dammam-roi Fahd, - Delhi-Indira Gandhi, - Goa-Dabolim, - Jaipur, - Koweït, - Lucknow-Amausi, - Mangalore, - Mascate, - Ranchi, |       |
| Air Mauritius                 | Maurice-Sir Seewoosagur Ramgoolam |       |
| Air Peace                     | Lagos-Murtala Muhammed |       |
| Air Seychelles                | Mahé-Seychelles international |       |
| Air Tanzania                  | Dar es Salam-J. Nyerere |       |
| Akasa Air                     | - Abou Dabi, - Ahmedabad-Sardar-Vallabhbhai-Patel, - Ayodhya (en), - Bangalore-Kempegowda, - Bhubaneswar-Biju Patnaik, - Calcutta-N. S. C. Bose, - Cochin, - Delhi-Indira Gandhi, - Djeddah - Roi-Abdelaziz, - Doha-Hamad, - Goa-Mopa (en), - Guwāhāti, - Gwalior (en), - Hyderabad-R. Gandhi, - Koweït, - Lucknow-Amausi, - Madras (Chennai), - Allahabad (en), - Riyad-roi Khaled, - Bagdogra, - Srinagar, - Varanasi (Bénarès)-Lal Bahadur Shastri |       |
| Alliance Air                  | - Bhuj (en), - Diu, - Goa-Dabolim, - Indore, - Jalgaon, - Keshod (en), - Sindhudurg |       |
| All Nippon Airways            | Tokyo-Narita |       |
| Azerbaijan Airlines           | Bakou-H. Aliyev |       |
| Batik Air Malaysia            | Kuala Lumpur |       |
| Bhutan Airlines               | En saison : Paro |       |
| British Airways               | Londres-Heathrow |       |
| Cathay Pacific                | Hong Kong |       |
| EgyptAir                      | Le Caire |       |
| El Al                         | Tel Aviv - Ben Gourion |       |
| Emirates                      | Dubaï |       |
| Ethiopian Airlines            | Addis-Abeba Bole |       |
| Etihad Airways                | Abou Dabi |       |
| flydubai                      | Dubaï |       |
| flynas                        | Dammam-roi Fahd, Djeddah - Roi-Abdelaziz, Riyad-roi Khaled |       |
| Gulf Air                      | Manama-Bahreïn |       |
| IndiGo                        | - Abou Dabi, - Agra, - Ahmedabad-Sardar-Vallabhbhai-Patel, - Amritsar-Guru-Ram-Das, - Aurangabad, - Ayodhya (en), - Bangalore-Kempegowda, - Bangkok-Suvarnabhumi, - Bareli (en), - Bhopal-Raja Bhoj, - Bhubaneswar-Biju Patnaik, - Calcutta-N. S. C. Bose, - Charjah, - Chandigarh, - Cochin, - Coimbatore, - Colombo-Bandaranaike, - Dacca-Shah Jalal, - Dammam-roi Fahd, - Dehradun, - Delhi-Indira Gandhi, - Dibrugarh, - Djakarta-S.-Hatta, - Djeddah - Roi-Abdelaziz, - Doha-Hamad, - Dubaï, - Durgapur, - Goa-Dabolim, - Goa-Mopa (en), - Gorakhpur (en), - Guwāhāti, - Gwalior (en), - Hubli, - Hyderabad-R. Gandhi, - Imphāl, - Indore, - Istanbul, - Itanagar (en), - Jabalpur (en), - Jaipur, - Jaisalmer, - Jammu, - Jodhpur, - Cannanore, - Kanpur (en), - Katmandou-Tribhuvan, - Kozhikode-Calicut, - Koweït, - Leh, - Lucknow-Amausi, - Madurai, - Dubaï, - Goa-Dabolim, - Guwāhāti, - Hyderabad-R. Gandhi, - Indore, - Jaipur, - Jammu, - Cochin, - Calcutta-N. S. C. Bose, - Kozhikode-Calicut, - Lucknow-Amausi, - Madurai, - Madras (Chennai), - Malé Velana, - Mangalore, - Mascate, - Nagpur, - Nairobi-J. Kenyatta, - Patna, - Phuket, - Port Blair, - Allahabad (en), - Raipur, - Rajkot (en), - Ranchi, - Ras el Khaïmah, - Riyad-roi Khaled, - Silchar, - Bagdogra, - Singapour-Changi, - Srinagar, - Trivandrum, - Trichy-Tiruchirapally, - Udaipur, - Vadodara, - Varanasi (Bénarès)-Lal Bahadur Shastri, - Vijayawada, - Vishakhapatnam |       |
| Iran Air                      | Téhéran-Imam-Khomeini |       |
| Iraqi Airways                 | Bagdad, Nadjaf |       |
| Jazeera Airways               | Koweït |       |
| Kenya Airways                 | Nairobi-J. Kenyatta |       |
| KLM Royal Dutch Airlines      | Amsterdam |       |
| Kuwait Airways                | Koweït |       |
| LOT Polish Airlines           | Varsovie-Chopin |       |
| Lufthansa                     | Francfort, Munich-F. J. Strauß |       |
| Malaysia Airlines             | Kuala Lumpur |       |
| Nepal Airlines                | Katmandou-Tribhuvan |       |
| Nok Air                       | Bangkok-Don Muang |       |
| Oman Air                      | Mascate |       |
| Orenburg Airlines             | Moscou-Domodédovo |       |
| Qatar Airways                 | Doha-Hamad |       |
| SalamAir                      | Mascate |       |
| Saudia                        | Djeddah - Roi-Abdelaziz, Riyad-roi Khaled En saison : Médine-Prince M. Bin Abdulaziz |       |
| Singapore Airlines            | Singapour-Changi |       |
| SpiceJet                      | - Bangalore-Kempegowda, - Bhavnagar (en), - Calcutta-N. S. C. Bose, - Cochin, - Darbhanga (en), - Delhi-Indira Gandhi, - Djeddah - Roi-Abdelaziz, - Dubaï, - Goa-Dabolim, - Gorakhpur (en), - Guwāhāti, - Kandla (en), - Madras (Chennai), - Patna, - Bagdogra, - Srinagar |       |
| SriLankan Airlines            | Colombo-Bandaranaike |       |
| Star Air                      | Belgaum, Kolhapur |       |
| Swiss International Air Lines | Zurich |       |
| Thai Airways International    | Bangkok-Suvarnabhumi |       |
| Thai Lion Air                 | Bangkok-Don Muang |       |
| Turkish Airlines              | Istanbul |       |
| Uganda Airlines               | Entebbe |       |
| Uzbekistan Airways            | Tachkent | [ 1 ] |
| VietJet Air                   | Hanoï-Nội Bài, Hô Chi Minh Ville (Tân Sơn Nhất) En saison : Đà Nẵng, Phú Quốc |       |
| Vietnam Airlines              | Hanoï-Nội Bài, Hô Chi Minh Ville (Tân Sơn Nhất) |       |
| Virgin Atlantic               | Londres-Heathrow |       |
| Yemenia                       | Aden, Sana'a |       |

Édité le 06/01/2019  Actualisé le 03/09/2024

## Accès

### Trains
- Ville Parle (East) : Station de train proche du terminal Domestique.
- Andheri (East) Station de train proche du terminal International.

### Métro de Mumbai
- Airport Road et Marol Naka Station de métro de la ligne 1 proche du terminal International
- Western Express Highway (WEH) Station de métro de la ligne 1 proche du terminal Domestique.

- Proposition de connexion avec la ligne 3 en travaux